# Babajewicze
Babajewicze (biał. Бабаевічы, Babajewiczy; ros. Бабаевичи, Babajewiczi) – wieś na Białorusi, w obwodzie mińskim, w rejonie kleckim, w sielsowiecie Czerwona Gwiazda, nad Łanią. Od północy graniczy z Kleckiem.

## Historia
W XIX i w początkach XX w. położone były w Rosji, w guberni mińskiej, w powiecie słuckim, w gminie Kleck. Były własnością Radziwiłłów. 
W dwudziestoleciu międzywojennym leżały w Polsce, w województwie nowogródzkim, w powiecie nieświeskim, w gminie Kleck. W 1921 miejscowość liczyła 940 mieszkańców, zamieszkałych w 177 budynkach, w tym 939 Polaków i 1 Białorusina. 892 mieszkańców było wyznania prawosławnego, 45 rzymskokatolickiego i 3 mojżeszowego.
Po II wojnie światowej w granicach Związku Sowieckiego. Od 1991 w niepodległej Białorusi.